# ماروین براون (بازیکن فوتبال)
ماروین براون (انگلیسی: Marvin Braun؛ زادهٔ ۱۱ ژانویهٔ ۱۹۸۲) بازیکن فوتبال اهل آلمان است که در پست مهاجم بازی می‌کند.
از باشگاه‌هایی که در آن بازی کرده‌است می‌توان به باشگاه فوتبال سن پائولی، باشگاه فوتبال اشتوتگارت، باشگاه فوتبال اسنابروک، و باشگاه فوتبال آگسبورگ اشاره کرد.